# Schloss Sprinzenstein

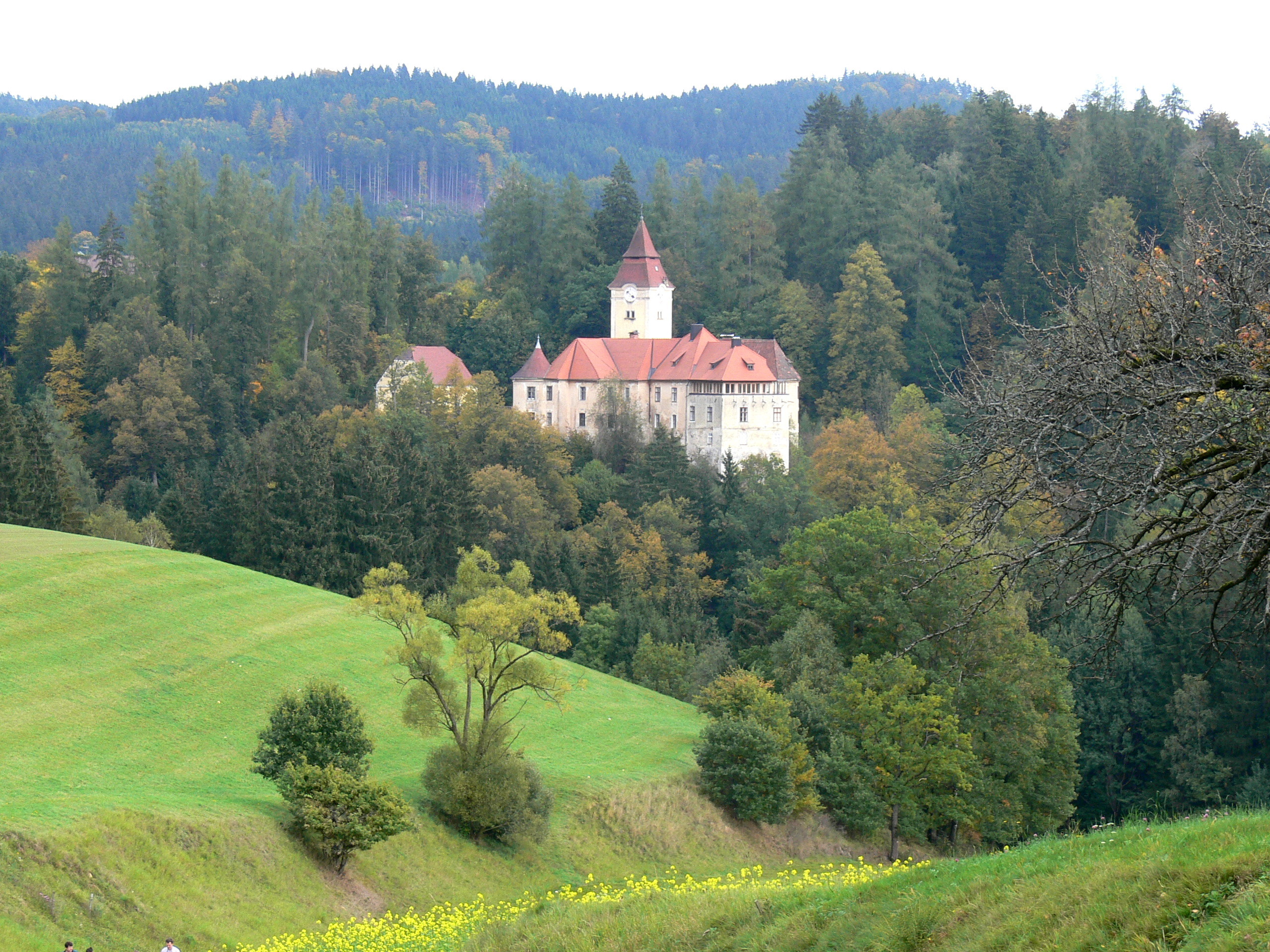
Schloss Sprinzenstein

Das Schloss Sprinzenstein ist eine Schlossanlage in Oberösterreich. Sie liegt in der Nähe des Ortes Sarleinsbach im Mühlviertel. Die ursprüngliche Burg wurde im 13. Jahrhundert errichtet und nach einem Brand 1583 zu einem Renaissanceschloss ausgebaut. Heute befindet es sich in Privatbesitz.

## Geschichte
Als erster Besitzer wird 1253 der Ritter Siboto von Sprinzenstein genannt. Er war ein Passauer Ministeriale, der aus dem Geschlecht der Tannberger stammte. Um 1264 wird ein Chunrad von Tannberg als Besitzer genannt. Dieser musste wegen Störung des Landfriedens den Besitz 1281 an Graf Albrecht von Habsburg abgeben. Dadurch wurde es zur Hälfte ein landesfürstliches Lehen. Im Jahr 1328 kam die Burg als passauisches Lehen von den Tannbergern an Ortolf von Marsbach. Hans von Marsbach errichtete 1369 die Kapelle.
Nach seinem Tod folgte Wernhard den Grans als Burgherr, 1382 folgte Jutta die Marspöckin, die sich 1396 mit Rudolf von Scherffenberg vermählte. 1421 verkaufte Wolfgang von Scherffenberg die landesfürstliche Burg an seine Vettern Georg, Hans Ulrich, Ruger und Gundacker von Starhemberg. Die zweite, passauische Hälfte wurde erst 1525 an Dionys Praun verkauft, der bald darauf die gesamte Burg besaß.
1529 belehnte Bischof Ernst von Passau auf Empfehlung des späteren Kaisers Ferdinand I., Paul Riccio, Leibarzt des Kaisers, mit der Burg. 1530 wurde Riccio in den Freiherrenstand gehoben. 1583 fügte ein Brand der Burg schwere Schäden zu. Beim Wiederaufbau wurde die Burg in ein wohnliches Renaissanceschloss umgebaut. 1591 fand auf Sprinzenstein eine Wappenvereinigung mit dem Wappen der ausgestorbenen Familie Jöchl zu Jöchlsturm statt. Um 1602 brannte das Schloss erneut. Bis 1632 wurde das Schloss wiederhergestellt und ihm das heutige Aussehen gegeben.
Freiherr Wenzel Reichard von und zu Sprinzenstein erhielt unter Kaiser Ferdinand III. den Reichsgrafenstand (1646) und das erbliche Erblandmünzmeisteramt ob und unter der Enns (1672) verliehen. Nachdem das Schloss lange Jahre unbewohnt war und zunehmend verfiel, weil die Besitzer lieber auf dem zentraler gelegenen Schloss Neuhaus an der Donau oder in Linz residierten, wurde es nach Aussterben der älteren Sprinzensteiner Linie 1728 unter der Vormundschaft der Freiherrn von Hoheneck 1735–1738 durch den Baumeister Haiberger für den neuen Schlossherrn Franz Ernst von Sprinzenstein grundlegend renoviert und umgebaut. Die Sprinzenstein bewohnten das Schloss bis nach dem Zweiten Weltkrieg.
Maximilian Guido Raimund Maria Graf Sprinzenstein war der letzte seines Geschlechts, er vererbte die Burg an seinen Enkel Leopold Hieronymus Graf Spannocchi, den Sohn von Lelio Spannocchi. Die Burg befindet sich bis heute im Besitz dieser Familie.

## Bau

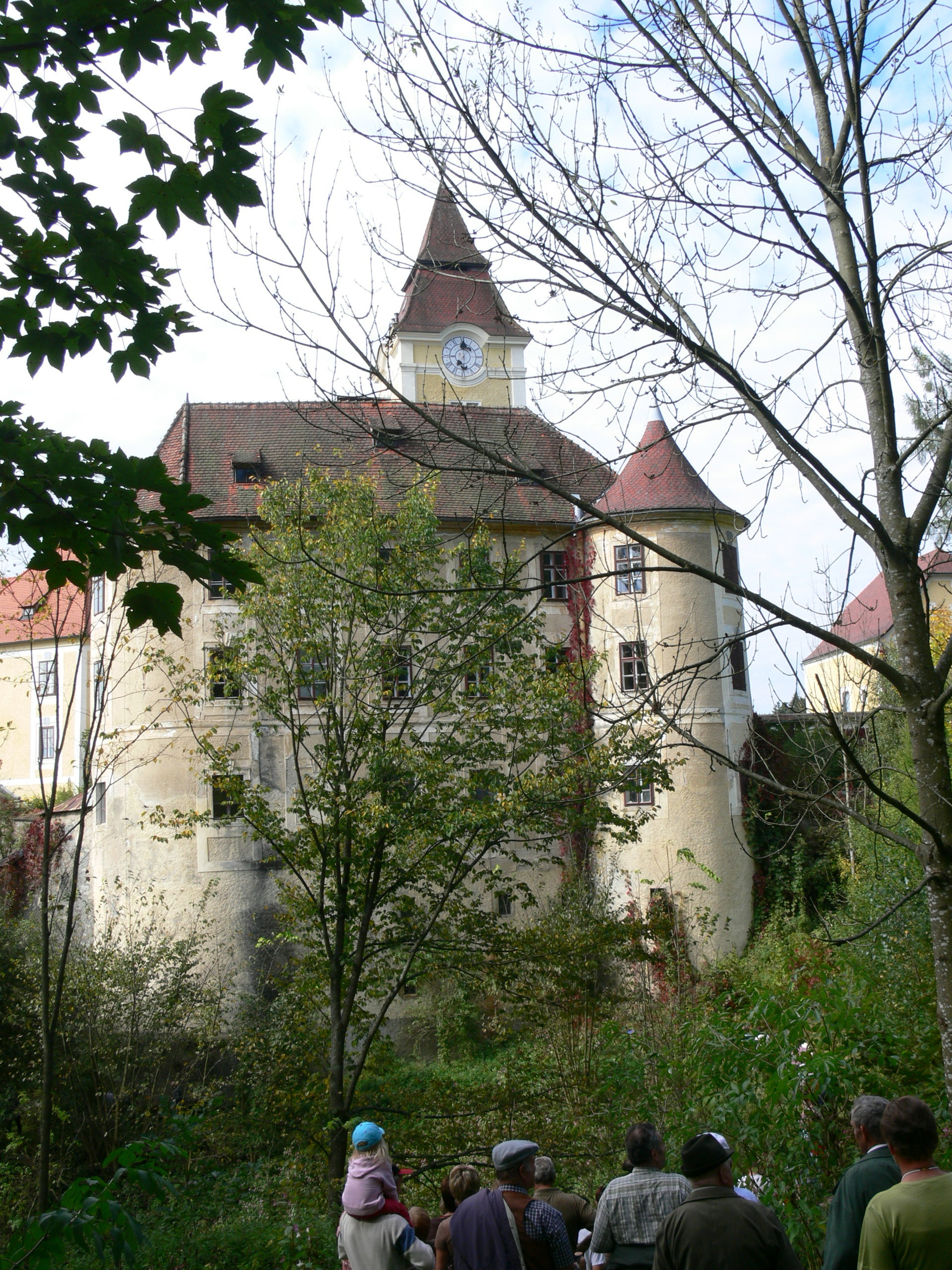
Eingangsbereich des Schlosses

Das Schloss liegt auf einem Felsen über dem Tal der Kleinen Mühl und wurde beim Bau an das Gelände angepasst. Im nahegelegenen Ort Sprinzenstein steht die ehemalige Schlosstaverne, die 1574 von Johann Albrecht von Sprinzenstein mit kaiserlicher Lizenz begründet wurde. An der Zufahrtsstraße stehen auch die Wirtschaftsgebäude. Die ehemalige Zugbrücke wurde durch eine Steinbrücke ersetzt und der Wassergraben wurde zugeschüttet.
Das Schloss wird beiderseits durch Halbrundtürme geziert. Am höchsten Turm des Schlosses befindet sich das Wahrzeichen, ein kleiner Sprinz. Der Eingangsbereich erinnert noch an den alten Burgbau. Der hakenförmige Palas ist mit dem Westtrakt verbaut. Der Schlosshof wird von einem Säulengang aus dem 17. Jahrhundert geziert. An den Arkaden ist das Doppelwappen Sprinzenstein/Thürheim angebracht. Im Inneren befindet sich ein Familienarchiv und eine Bibliothek. Von der ehemaligen Barockausstattung ist noch viel erhalten. Die Schlosskapelle westlich des Bergfrieds ist der Seligen Jungfrau Maria geweiht. Der figurenreiche Altar aus dem Jahr 1631 zeigt die Krönung Marias.

## Name
Der Sage nach sah ein Bauer einen Sprinz auf einem Felsen. Obwohl er ihn öfters davonjagte, kehrte der Sprinz immer wieder auf denselben Stein zurück. Der Bauer hielt dies für ein Zeichen, grub und fand einen großen Schatz. Daraufhin ließ er auf dem Felsen eine Burg errichten, die er Sprinz auf den Stein nannte und wurde in den Adelsstand erhoben.